# Comitatul Marquette, Wisconsin
Comitatul Marquette, conform originalului din engleză, Marquette County este un comitat cu sediul administrativ în localitatea Montello, statul federal american Wisconsin, Statele Unite ale Americii.